# Wuhu
Wuhu (芜湖; pinyin: Wúhú) er en by på præfekturniveau i provinsen Anhui i den centrale del af Folkerepublikken Kina.  Den ligger på den sydøstlige bred af Yangtzefloden, og har et areal på 3.317 km2, og befolkningen anslås til 2.245.600 indbyggere (2004). 

## Administration
Wuhu administrerer fire bydistrikter og tre amter.
- Xinwu distrikt (新芜区) 232.400 indbyggere.
- Matang distrikt (马塘区)
- Jinghu distrikt (镜湖区)
- Jiujiang distrikt (鸠江区)
- Wuhu amt (芜湖县)
- Fanchang amt (繁昌县)
- Nanling amt(南陵县)

## Trafik
Kinas rigsvej 205 passerer gennem området. Den begynder i Shanhaiguan i Hebei og ender  i syd ved   Shenzhen i provinsen Guangdong. Undervejs passerer den  blandt andet Tangshan, Tianjin, Zibo, Huai'an, Nanjing, Wuhu, Sanming, Heyuan og Huizhou.
31°20′N 118°21′Ø / 31.333°N 118.350°Ø